# Ashley Island
Ashley Island är en ö i Missourifloden i Corson County, South Dakota. På ön fanns vid tiden för Lewis och Clarks expedition år 1804 en av arikaraindianernas permanenta byar och den har därför blivit föremål för omfattande arkeologiska utgrävningar.